# Ernest Brajder
Ernest Brajder (Zagreb, 1949. – Zagreb, 27. studenoga 1980.), bio je hrvatski studentski aktivist, domoljub, židovskog podrijetla. 

## Životopis
Ernest Brajder rođen je u Zagrebu 1949. godine. Ernest je iz obitelji hrvatskih disidenata. Oca, Ernesta Breidera starijeg, političkog zatvorenika, nikad nije ni vidio. Obitelj mu je preživjela Holokaust. Zadnjih deset godina života, sve do smrti 1961. godine Brajderov otac proveo je u kaznionici u Lepoglavi. Brajderov otac je uhićen s pismom kardinala Stepinca. 
Brajder je sudjelovao u akciji pripremanja i potpisivanja predstavke za amnestiju svih političkih zatvorenika iz tadašnjih jugoslavenskih zatvora 1980. godine.
Ubijen je u doba hrvatske šutnje. U višegodišnjim progonima hrvatskih proljećarskih studenata poslije gušenja Hrvatskog proljeća. Tada su u Zagrebu milicionari uhićivali studente i odvodili ih na ispitivanja. Ispitano je više od 30 000 studenata. U Hrvatskoj zbog snažne cenzure nitko nije znao da su ubijeni Bruno Bušić i Ernest Brajder, premda su i o uhićenju Bušića, drugim masovnim kršenjima ljudskih prava pisale novine diljem svijeta, američki kongresni izvještaji, Amnesty International i brojne druge organizacije.
Brajdera je, po nekim navodima, ubila UDBA. Navodno je izbačen kroz prozor na 3. katu policijske zgrade, a tijelo mu je preneseno u Novi Zagreb, da se slučaj zamaskira. Po drugima, bačen je kroz prozor 4. kata novogradnje u Novom Zagrebu. Treći izvori tvrde da je ubijen u zagrebačkome zatvoru. postoji i scenarij po kojem je vjerojatno ubijen u Petrinjskoj ulici, u središtu Zagreba, i poslije bačen s balkona svojeg stana, s četvrtog kata, u novozagrebačkom naselju Trnskom. 
Zbog okrutnog postupanja i usmrćivanja Ernesta Brajdera prosvjedovao je zagrebački nadbiskup kardinal Franjo Kuharić. Amnesty International i druge međunarodne ustanove također su poslije zatražile istragu. Istragu o Brajderu navodno je još od jugoslavenske vlade u posebnom zakonu zahtijevao cjelokupni američki Senat 1989. godine, čemu se je navodno protivila ondašnja američka vlada Georgea Busha starijeg. Zahtjev su 1998. godine navodno ponovili najznačajniji predsjednici odbora Zastupničkog doma u predloženoj Rezoluciji Predstavničkog doma američkog Kongresa. 

## Vanjske poveznice
- Političko ubojstvo u Zagrebu!, Nacional br. 21, 12. travnja 1996., razgovor s Dobroslavom Paragom vodio Srećko Jurdana. Hrvatsko pravo, 27. studenoga 2006., hsp1861.hr.
- (engl.) BillionGraves Grob Ernesta Breidera starijeg na Mirogoju